# Klekotiv, Brodî
Klekotiv (în ucraineană Клекотів) este un sat în comuna Șnîriv din raionul Brodî, regiunea Liov, Ucraina.

## Demografie
Componența lingvistică a localității Klekotiv
     Ucraineană (99,68%)
     Alte limbi (0,32%)
Conform recensământului din 2001, majoritatea populației localității Klekotiv era vorbitoare de ucraineană (99,68%), existând în minoritate și vorbitori de alte limbi.